# Deportivo Reu
El Deportivo Reu, es un equipo de fútbol guatemalteco ubicado en el departamento y cabecera de Retalhuleu (municipio), Departamento de Retalhuleu, que actualmente compite en la Primera División de Guatemala.

## Estadio
El estadio del Deportivo Reu es el Estadio Óscar Monterroso Izaguirre. Este fue perteneciente con anterioridad al Juventud Retalteca, su inauguración fue en 1966, posee una capacidad para 6,000 espectadores.

## Datos del Club
- Temporadas en Segunda División: 3.
- Temporadas en Primera División: Comenzará desde 2016-2017.
- Mayor goleada conseguida: .
  - En campeonatos nacionales: 8 - 0 Champerico Segunda División